# Robert Demorget
Robert Demorget est un comédien français qui connut le succès en tant qu'enfant acteur dans les années 1940.

## Filmographie
- 1943 :  Le Carrefour des enfants perdus : La Puce
- 1945 : Les Caves du Majestic : Teddy
- 1945 : La Ferme du pendu :  le petit Jean
- 1946 : La Symphonie pastorale : Pierre Martens
- 1946 : Roger la Honte
- 1946 : Mensonges : Maxime Martinage à 13 ans
- 1947 : Le Beau Voyage  : le fils du patron du bistrot